# Васильєва Тетяна Григорівна
Тетяна Григорівна Васильєва, до шлюбу Іцикович (нар.. 28 лютого 1947, Ленінград, Російська РФСР, СРСР) — радянська і російська акторка театру та кіно, телеведуча. Народна артистка РФ (1992).
За свідоме порушення державного кордону України та гастрольні виступи в автономній республіці Крим у серпні 2015 року була занесена до «чистилища» бази «Миротоворець».

## Життєпис
Народилася 28 лютого 1947 року в Ленінграді.
У 1969 році закінчила акторський факультет Школи-студії МХАТ у Москві за фахом «актор драматичного театру і кіно» (керівник курсу — Василь Петрович Марков).
У 1969 1983 роках  працювала акторкою Московського театру сатири. Дебют в театрі — роль комісара у виставі «У часу в полоні» за п'єсою Олександра Штейна. У 1983 — 1992 роках — акторка Московського академічного театру імені Володимира Маяковського. З 1996 року — акторка Московського театру «Школа сучасної п'єси».
З 4 червня по 31 серпня 2012 року працювала ведучою в телевізійному проєкті «Між нами, дівчатками» на «Першому каналі» Росії. З 1 квітня по 30 травня 2014 року — ведуча в телевізійному проєкті «Справа ваша…» на «Першому каналі».
З 22 червня по 27 червня 2017 року — захисниця у телепрограмі «Модний вирок» на Першому каналі. З 27 листопада по 5 грудня 2017 року — одна з ведучих телевізійної програми «Бабський бунт» на «Першому каналі».
З 2015 року понині — ведуча акторка театру «Міленіум» під керівництвом Валерія Пономаренка в Москві.

### Родина
- Батько — Григорій Абрамович Іцикович (1908—1970). Учасник радянсько-німецької війни, майор, служив агітатором політвідділу 37-ї стрілецької дивізії Червоної армії. Кавалер ордена Червоної Зірки (15 листопада 1943 року) і ордена Вітчизняної війни II ступеня (21 січня 1944 року)[8]. Після війни — слюсар-фрезерувальник на заводі, жив у Ленінграді.
- Мати — Марія Олексіївна Базлова (1909—1998). Народилася в Новому Селі під Ленінградом. Закінчила економічний інститут.
- Старша сестра — Алла.
- Перший чоловік (у 1973—1983 роках) — Анатолій Олександрович Васильєв (нар. 6 листопада 1946), актор. Весілля відбулося в Брянську.
  - син — Пилип Анатолійович Васильєв (нар. 30 липня 1978), актор[9]. У 2008—2015 роках був одружений з акторкою Анастасією Бегуновою. У цьому шлюбі народилися сини. У 2016 році Пилип одружився з акторкою Марією Болонкіною. У другому шлюбі народилася донька.
    - онуки — Іван та Григорій.
    - онука — Мірра (нар. 6 листопада 2016).
- Другий чоловік (1983—1995) — Георгій Хачатурович Мартиросян (нар. 31 січня 1948), актор.
  - дочка — Єлизавета Георгіївна Мартиросян (нар. 5 листопада 1986). У 2007 році закінчила факультет журналістики Російського державного гуманітарного університету (РДДГУ), потім вступила до Московського архітектурного інституту (МАРХІ) за спеціальністю дизайн, знімається в кіно.
    - онук — Адам (нар. 11 квітня 2011 року)[10].

В даний час Тетяна Васильєва розлучена.

### Травма
Вранці 3 листопада 2018 роки Тетяна Васильєва отримала травму голови на станції метро «Таганська» фіолетової гілки Московського метро. За її словами, під час посадки в вагон московського метро їй защемило голову дверима, після чого вона відчула сильний біль.
|  | «Двері вдарили по скронях з обох сторін. Це був дивний потяг, попередження про те, що двері закриваються, навіть не прозвучало» |

Акторка при цьому спочатку відіграла виставу, а потім вже звернулася за медичною допомогою до швидкої допомоги.
|  | «Мені зробили комп'ютерну томографію, лікарі поставили діагноз "множинні забої м'яких тканин голови". Зараз я перебуваю в НДІ Скліфосовського» (Тетяна Васильєва, 3 листопада 2018 року). |

Цього ж дня Московський метрополітен, за повідомленням його прес-служби, висловив жаль у зв'язку з інцидентом, що стався з народною артисткою РФ Тетяною Васильєвою в столичній підземці 3 листопада 2018 року, коли при посадці до вагону акторку вдарило дверима поїзда.
|  | «Нам дуже шкода, що подібна ситуація сталася. У суботу вранці один з пасажирів намагався зайти до вагону при мерехтінні червоного заборонного сигналу. На жаль, пасажира "вдарило" дверима. Наші співробітники запропонували викликати "швидку допомогу", щоб переконатися, що здоров'ю пасажира ніщо не загрожує, але вона відмовилася. Щиро шкодуємо про те, що сталося і сподіваємося, що цей епізод не позначиться на здоров'ї пасажира. Просимо дотримуватися правил користування метро: після оголошення "Обережно, двері зачиняються!" та при миготливих червоних сигнальних вогнях посадка і висадка заборонена.» (Прес-служба Московського метрополітену, 3 листопада 2018 року.) |

## Громадська позиція
Виступала із заявами проти Олексія Навального, називаючи його "американським або німецьким шпигуном".
Тетяна Васильєва підтримала вторгнення Росії на Україну . Засудила акторів з антивоєнною позицією і діячів культури, які виїхали, так, заявила, що Чулпан Хаматова "вчинила як свиня, наївшись жолудя досита". За власними словами, написала донос на художнього керівника "Школи сучасної п'єси" Йосипа Райхельгауза через його антивоєнні висловлювання.

## Творчість

### Театральні роботи

#### Московський театр сатири(1969—1983)
- «У часу в полоні» Олександра Штейна — Комісар
- «Баня» Володимира Маяковського — Фосфорична жінка
- «Звичайне диво» Євгена Шварца — принцеса
- «Ревізор» Миколи Гоголя — Марія Антонівна
- «Пеппі Довгапанчоха» за Астрід Ліндгрен — клоун Бук
- «Клоп» В. Маяковського — лунатичка
- «Лихо з розуму» Олександра Грибоєдова — Софія
- «Ремонт» М. Рощина — Катя
- «Біг» Михайла Булгакова — Люська Корсакова
- «Її превосходительство» Самуїла Альошина — королева Анна
- «Гніздо Глухаря» Віктора Розова — Іскра
- «Тригрошова опера» Бертольда Брехта — Дженні-малина
- «Самовбивця» Миколи Нрдмана — Марія Лук'янівна

#### Московський академічний театр імені Володимира Маяковського(1983—1992)
- «Біг» М. Булгакова — Люська
- «Хай живе королева, віват!» Р. Болта — королева Єлизавета Англійська
- «Плоди навчання» Лева Толстого — Бетсі
- «Коло» Вільяма Моема — Леді Кітті
- «Завтра була війна» Бориса Васильєва — Полякова
- «Сюжет Пітера Брейгеля» Т. Василенко — Мати
- «Захід» Ісака Бабеля — мадам Холоденко

#### Московський театр «Школа сучасної п'єси»
- «Антігона з Нью-Йорка» Януша Гловацького — Аніта
- «…З привітом, Дон Кіхот» Мігеля де Сервантеса — Дульсінея
- «Чайка» Антона Чехова та Бориса Акуніна — Аркадіна
- «Російське варення» Людмили Улицької — Наталія Іванівна

#### Театр Антона Чехова
- «Вишневий сад», антрепризний спектакль за однойменною п'єсою А. П. Чехова — Любов Андріївна Раневська, поміщиця
- «Там же, тоді ж», антрепризний спектакль за п'єсою Б. Слейда — Доріс

#### «Конфедерація театральних союзів»
- «Орестея» Есхіла — Клитемнестра

#### Театральна компанія «Арт-салон» (Москва)
- «Вид на море з шафи» Ганни Слуцкі
- «13-й ґудзик Наполеона» Сергія Гіргеля — Ольга Карлівна

#### Театральне агентство «Арт-Партнер XXI» (Москва)
- «Торговці гумою» Віктора Шамірова — Бела Берло
- «Черевики на товстій підошві» Петра Гладіліна (до 2003 року) — Плохова

#### Продюсерська компанія Анатолія Воропаєва (Москва)

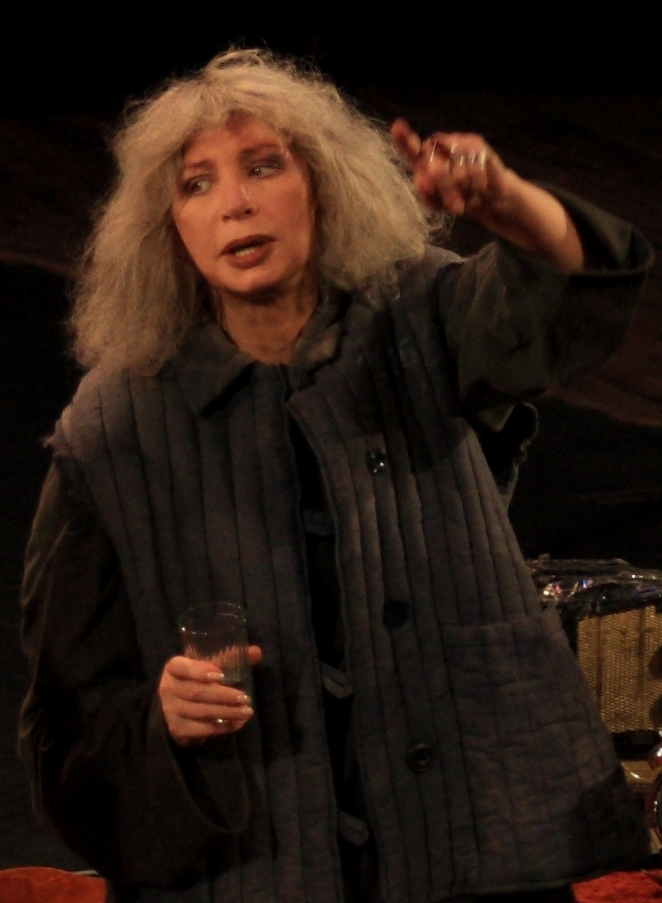
Спектакль — Белла, чао!

- «Золото» Йозефа Бар-Йозефа (до 2001 року)
- «Бумеранг» за п'єсою І. Жаміака «Мсьє Амількар платить» — Елеонора
- «Місце, схоже на рай» Олексія Кірющенка — Єва
- «Друге дихання» К. Андрєєва — Вона
- «Белла Чао» Едуарда Федотова
- «Валянок» Міро Гаврана — Мила, дружина
- «Розіграш» Ганни Слуцкі — Неллі Зайкина, відома співачка

#### Театр «Міленіум» (Москва)
З 2015 року і дотепер Тетяна Васильєва є провідною акторкою театру «Міленіум» під керівництвом Валерія Пономаренка в Москві і зайнята в спектаклях :
- «Він в Аргентині», комедія за п'єсою Людмили Петрушевської (режисер — Ніна Чусова) — Діна Євгенівна
- «Пастка для чоловіка / Злови мене, якщо зможеш» (режисер — Ніна Чусова) — Даніель / Люся
- «День сюрпризів», ексцентрична комедія за п'єсою Валерія Мухарьямова (режисер — Володимир Устюгов) — * «Невиправний брехун», комедія за п'єсою хорватського драматурга Міро Гаврана (режисер — Володимир Устюгов) — психологиня

### Фільмографія
1. 1972 — Вдивлйтесь в це обличчя — Овсянникова
2. 1972 — Право на стрибок — Катя
3. 1972 — Четвертий — Бетсі
4. 1975 — Здрастуйте, я ваша тітка! — Енні, кохана містера Вейкема
5. 1976 — «Сто грам» для хоробрості... — Наташа, арфістка
6. 1976 — Марк Твен проти... — Поллі
7. 1978 — Дуенья — Доротея, вихователька Інеси
8. 1979 — Добряки — Іраїда
9. 1979 — Уявний хворий — Туанетта
10. 1980 — Адам одружується на Єві — прокурорка
11. 1980 — Вечірній лабіринт — Елеонора Василівна, секретарка
12. 1983 — Комічний коханець, або Любовні витівки сера Джона Фальстафа — Ієзавель, служниця
13. 1984 — Пеппі Довгапанчоха —  фрекен Розенблюм
14. 1984 — Три відсотки ризику —  дружина льотчика-випробувача
15. 1984 — Перш, ніж розлучитися — Аня
16. 1984 — Казки старого чарівника — зла чаклунка
17. 1985 — Переступити межу — Ганна Сергіївна Калязіна, шахрайка-екстрасенс
18. 1985 — Салон краси — Офелія Сергіївна Журавльова, провідна майстриня салону краси
19. 1985 — Найчарівніша і найпривабливіша — Сусанна, психолог-соціолог на заводі побутових кондиціонерів, шкільна подруга Наді Клюєвої
20. 1985 — Хочу тобі сказати... (короткометражний) — мама Лариси
21. 1986 — При відчинених дверях —  Катерина Михайлівна
22. 1986 — Подорож мсьє Перрішона —  Кароліна Перрішон
23. 1988 — Мудромір — Тамара Тимофіївна Папсуєва
24. 1989 — Биндюжник і Король — Двойра, донька Менделя Крика
25. 1989 — Романтик — Гера
26. 1990 — Дамський кравець — Соня
27. 1990 — Моя морячка — Тетяна Пташук, акордеоністка
28. 1991 — Блукаючі зірки — мадам Черняк, акторка
29. 1991 — Болотяна street, або Засіб проти сексу —  Лідія
30. 1991 — Геніальна ідея — клієнтка-лесбійка
31. 1991 — Коктейль-міраж — Марина Михайлівна
32. 1991 — Червоний острів —  Катерина Іванівна / леді Гленарван / Августа Менажракі, сусідка / актриса
33. 1992 — Бабій 2 — Тетяна Іванівна
34. 1992 — Білий король, червона королева —  Катерина, колишня співробітниця інституту марксизму-ленінізму
35. 1992 — Великий капкан, або Соло для кішки при повному Місяці —  Олександра Василівна, секретарка Замкового
36. 1992 — дим —  Суханчикова
37. 1992 — Наш американський Боря —  Наташа
38. 1992 — Новий Одеон —  дантистка в німецькому фільмі / дама часів поручика Ржевського
39. 1992 — Побачити Париж і померти —  Олена Орєхова
40. 1993 — Заручники «Диявола» —  Ірина Євгенівна Грінберг
41. 1993 — Кодекс безчестя —  Марія
42. 1993 — Скандал у нашому Клошмісті —  Альфонсіна
43. 1993 — Хочу в Америку —  співачка
44. 1994 — Будулай, якого не чекають — Таміла
45. 1994 — Вальсуючі напевно —  незнайомка
46. 1994 — Наречений з Маямі —  Белла Мойсеївна Шніцкер, лікарка-венерологиня
47. 1994 — Кава з лимоном — Яна
48. 1995 — Чорна вуаль — Августа Блюм, до шлюбу Комаровська
49. 1996 — Повернення «Броненосця» — Лізавета
50. 1997 — Цирк згорів, і клоуни розбіглися —  Маргарита Олександрівна
51. 1999 — Нічний візит —  Тетяна
52. 1999 — Куба далеко
53. 2002 — За кулісами — Наталія Брауде
54. 2003 — Рецепт чаклунки — чаклунка
55. 2004 — Гріхи батьків — Мілада Скарбек
56. 2004 — 2005 — Обережно, Задов! — Тамара, третя дружина Задова
57. 2005 — Зірка епохи — Фаїна Георгіївна Раневська
58. 2005 — Кохання моє — Марія Сергіївна Райська, мати Анжели
59. 2005 — Мальчишник, або Великий секс у маленькому місті —  Тетяна
60. 2005 — Попса —  Лариса Іванівна, музична продюсерка
61. 2005 — Змотуй вудки —  бізнес-леді
62. 2006 — Віртуальний роман — Алла Констянтинівна
63. 2006 — Іван Подушкін. Джентльмен пошуку — Елеонора
64. 2006 — Три полуграції — Берта Моісеївна, мама Соні
65. 2006 — Троє зверху — Інна Павлівна, дружина Семена Кузьмича
66. 2007 — Білка в колесі — Маргарита Юріївна, мати Петра
67. 2007 — В очікуванні дива —  Рената Генрихівна, начальниця Майї
68. 2007 — Іван Подушкін. Джентльмен розшуку-2 —  Елеонора
69. 2007 — Особисте життя доктора Селіванової —  Ельвіра Сергіївна Серебрякова, головна лікарка
70. 2008 — Все можуть королі — мадам Бонбастен, старша фрейліна
71. 2008 — Гуманоїди в Королеві —  Олена Бабіна, професорка антропології
72. 2008 — Непрощений —  Аліса, бандерша
73. 2008 — Одинокий ангел —  Белла Сергіївна
74. 2008 — Привіт, кіндер! —  Капітоліна Андріївна, бабуся Лєри та Дениса
75. 2008 — Серцеїдки —  Алла Борисівна
76. 2008 — Тариф «Новорічний» —  продавчиня в салоні мобільного зв'язку
77. 2009 — Незадовільно з любові (не був завершений) —  мама Саші
78. 2010 — Земський лікар — Вероніка, подруга Наталії Георгіївни
79. 2011 — Якщо небо мовчить — Ілона Робаровська
80. 2011 — Дід Мороз завжди дзвонить тричі —  Ганна Сергіївна, мати Ірини, теща Костянтина і бабуся Антошки
81. 2011 — Земський лікар. Продовження — Вероніка, подруга Наталії Георгіївни
82. 2011 — 2012 — Закрита школа — Галина Василівна Смирнова, заступниця директора школи з господарської частини
83. 2011—2012 — Земський лікар. Життя заново — Вероніка, подруга Наталії Георгіївни
84. 2012 — Свати 6 — Вікторія Вікторівна, мама Лариси
85. 2012 — Людина-приманка —  Маргарита Железняк
86. 2012 — З новим роком, мами! — Світлана Петрівна, завуч, мати Івана Рижикова
87. 2013 — Справа честі — Ніна Георгіївна
88. 2013 — Земський лікар. Повернення — Вероніка, краща подруга Наталії Георгіївни
89. 2013 — Другий шанс — мати Віки
90. 2014 — Земський лікар. Кохання всупереч — Вероніка, краща подруга Наталії Георгіївни
91. 2014 — Сватьї — Любовь Дмитрівна Стрельцова
92. 2015 — Ідеальна жертва — Надія Миколаївна, мати Ігора
93. 2015 — Таємниця кумира —  Роза Карлівна
94. 2015 — Соната для Віри
95. 2016 — Скрізь пальці (короткометражний)
96. 2016 — П'ята стража 3. Сутичка (серія № 181 «З днем народження!»)
97. 2017 — Сімейка Триллера (у виробництві)
98. 2018 — Ольга — Тамара, мати Ольги

#### Телеспектаклі
1. 1974 — Сторінками «Сатирикону» — Катерина Петрівна (екранізація оповідання Аркадія Бухова «Невідворотне»)
2. 1976 — Як важливо бути серйозним (телеспектакль) — Гвендолен Ферфакс, донька леді Брекнелл
3. 1980 — Альманах сатири й гумору — «Змія»
4. 1982 — Ревізор (фільм-спектакль) — Марія Антонівна
5. 1991 — Божевільною пристрастю ти до мене палаєш — Шарлотта
6. 1994 — Райські діти — Єва Салмінен

#### Дублювання фільмів
1. 1972 — Скромна чарівність буржуазії — Аліса Сенешаль
2. 2007 — Зачарована — королева-відьма Нарісса
3. 2011 — Мій хлопець із зоопарку — левиця Джанет

#### Озвучування мультфільмів
1. 1978 — Жирафа й окуляри — Жирафа
2. 1979 — Чарівне кільце — Уляна
3. 1981 — Аліса у Дивокраї — Червона королева
4. 1982 — Аліса в Задзеркаллі — Чорна королева
5. 1983 — Найменший гном (випуск № 4) — Лиса
6. 1986 — Бабушкін урок — # 1987 — Сміх і горе у Біла моря — Уляна

### Робота в рекламі
- Крем «Корівка»[20]

## Визнання заслуг

### Державні нагороди
- 1981 — почесне звання «Заслужений артист Російська РФСР» (27.03.1981).
- 1992 — почесне звання «Народний артист Російської Федерації» — за великі заслуги в галузі театрального мистецтва[3].
- 2013 — орден Пошани — за великі заслуги в розвитку вітчизняної культури і мистецтва, багаторічну плідну діяльність[21]. Нагородження відбулося 3 липня 2013 року в Кремлі.
- 2017 — почесна грамота Президента Російської Федерації — за заслуги в розвитку вітчизняної культури і мистецтва, багаторічну плідну діяльність[22].

### Громадські нагороди
- 1992 — премія «Ніка» в номінації «Найкраща актриса» — за роль у фільмі «Побачити Париж і померти».
- 1993 — приз за найкращу жіночу роль на відкритому російському кінофестивалі «Кінотавр» — за роль у фільмі « Побачити Париж і померти».
- 1997 — премія «Кумир» в номінації «Найкраща актриса» — за роль Дульсінеї в спектаклі «З привітом, Дон Кіхот!».
- 2005 — премія «Золотий овен» у номінації «Найкраща жіноча роль» — за роль у фільмі «Попса».
- 2012 — названа «Найкращою виконавицею жіночої ролі в художньому фільмі / серіалі» в категорії «Кінопідсумки 2011 року. Обличчя» за підсумками 6 січня 2012 року глядацького голосування на сайті радіостанції «Ехо Москви» — за роль Галини Смірнової в телесеріалі «Закрита школа»[23].